# Lubin
Lubin (uitspraak: [ˈlubin]}, ong. loebien) (Duits: Lüben) is een stad in het Poolse woiwodschap Neder-Silezië, gelegen in de powiat Lubiński. De oppervlakte bedraagt 40,68 km², het inwonertal 77.509 (2005).

## Sport
Zagłębie Lubin is de professionele voetbalclub van Lubin en speelt doorgaans op het hoogste niveau, de Ekstraklasa. De club speelt haar wedstrijden in het Stadion Zagłębia Lubin.

## Geboren
- Willem I (1781-1864), koning van Württemberg
- Peter Schumann (1934), poppenspeler, theaterregisseur en beeldhouwer
- Andżelika Wójcik (1996), schaatsster
- Filip Jagiełło (1997), voetballer
- Kaja Ziomek (1997), schaatsster

## Galerij

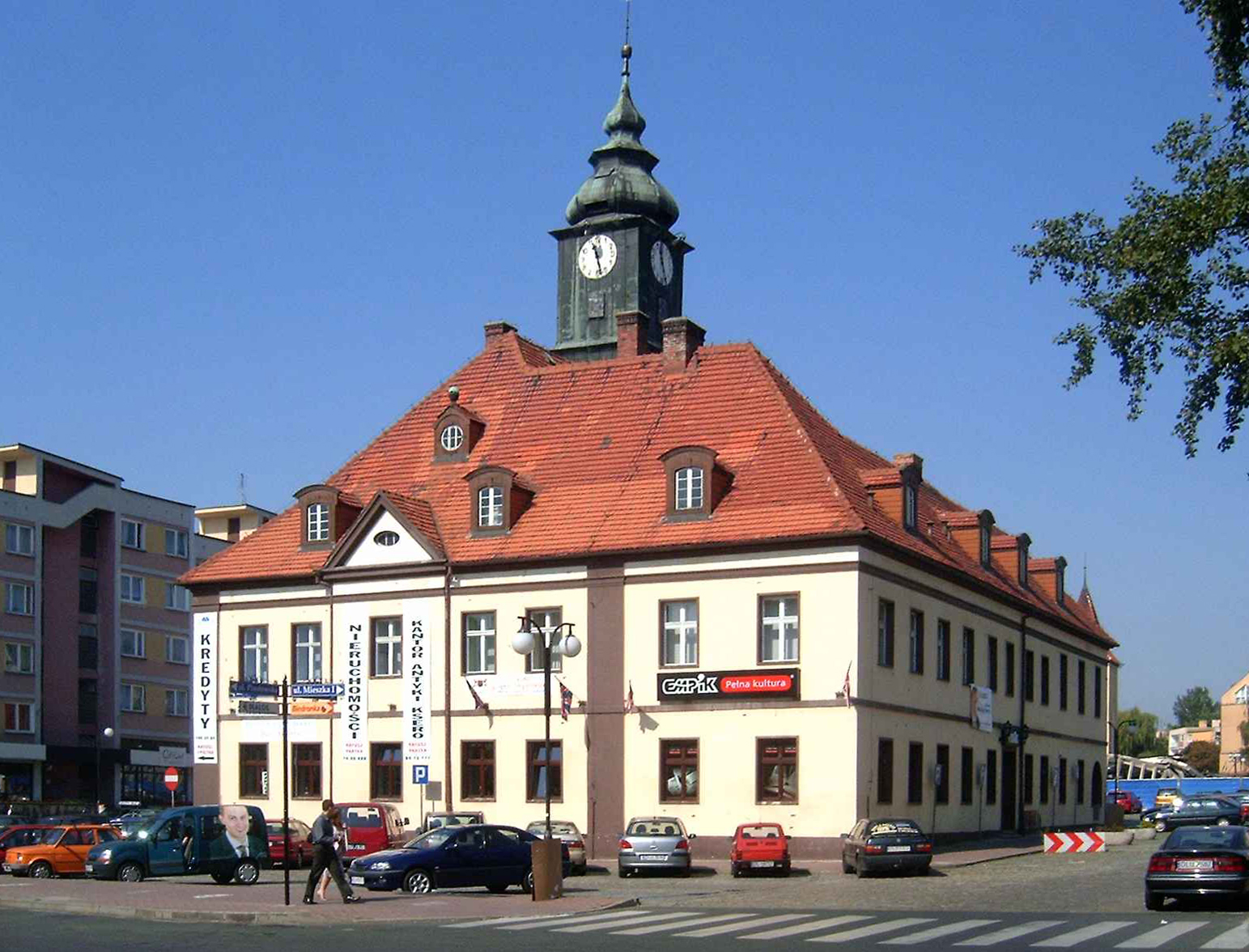
Stadhuis

Stadsdistricten:
Wrocław · Jelenia Góra · Legnica · Wałbrzych

Districten:
Bolesławiec · Dzierżoniów · Głogów · Góra · Jawor · Kamienna Góra · Karkonosze · Kłodzko · Legnica · Lubań · Lubin · Lwówek Śląski · Milicz · Oleśnica · Oława · Polkowice · Środa Śląska · Strzelin · Świdnica · Trzebnica · Wałbrzych · Wołów · Wrocław · Ząbkowice Śląskie · Zgorzelec · Złotoryja

Grootste steden:
Bielawa · Bolesławiec · Dzierżoniów · Głogów · Jelenia Góra · Legnica · Lubin · Oleśnica · Świdnica · Wałbrzych · Wrocław · Zgorzelec